# Good Girl Gone Bad
A Good Girl Gone Bad Rihanna barbadosi énekesnő harmadik albuma. A legtöbb európai országban 2007. május 31-én, az USA-ban 2007. június 5-én jelent meg. Az album és a kislemezek világszerte jelentős sikereket értek el. Az albumon szerepel a világszerte első helyezett Umbrella, az Európában és Ausztráliában első Don’t Stop the Music, amelyik harmadik lett az USA-ban és Kanadában, a Hate That I Love You és a Shut Up and Drive. melyek bekerültek a top 10 és top 15-be az amerikai Billboard Hot 100-on.
Az albumot egy évvel a megjelenése után, 2008. június 2-án újra kiadták, Good Girl Gone Bad: Reloaded címmel, az eredeti szürke helyett zöld színű borítóval, és három új dallal: az USA-ban, Kanadában, az Egyesült Királyságban és a nemzetközi slágerlistán első Take a Bow, ezt követte a Hate That I Love You Spanglish verziója David Bisbal közreműködésével, majd jött a Maroon 5-val készült If I Never See Your Face Again, amely az első héten az 57. lett, és a Disturbia, amelyik az első héten 18. lett a Billboard Hot 100-on.
A dalok több remixe megjelent Rihanna első remixalbumán, a Good Girl Gone Bad: The Remixesen.

## Felvételek
Rihanna 2007-ben kezdett el dolgozni az albumon, többek közt a 2007-ben Grammy-díjat kapott rapperrel és dalszerzővel, Ne-Yo-val, aki előző albumára az Unfaithfult írta. Közreműködött az album készítésében Evan Rogers és Carl Stuker, valamint Sean Garrett producer és a norvég Stargate, ezenkívül Timbaland, will.i.am és J.R Rotem. Az album nagy részét Los Angelesben vették fel.
Rihannát saját bevallása szerint nagyban inspirálta Brandy 2004-es, Afrodisiac című albuma. Az album műfaja egy kissé új irány volt az énekesnek, tempósabb dance számok is vannak rajta. Ez követték elektronikus dance zenék és, mint az előző albumon, soulballadák.

## Megjelentetése
Az album népszerűsítése érdekében Rihanna többször fellépett az Egyesült Királyságban, többek közt Prestonban. A minikoncerten előadta a Umbrellát, a Shut Up and Drive-ot, és a Breakin' Dishest. Az Amerikai Egyesült Államokban a 2007-es MTV Movie Awardson az Umbrellát adta elő, a 2007-es American Music Awardson a Hate That I Love You-t és az Umbrellát, a 2008. február 10-i 50. Grammy-díjátadón pedig a Don't Stop the Musicot.

### Good Girl Gone Bad Tour
Rihanna 2008. szeptember 15-én kezdte meg a harmadik albumát népszerűsítő turnéját, három hónappal az album kiadása után. A turné három részből és negyven fellépésből állt és 2008. április 15-én ért véget. A fellépések Kanadában kezdődtek, itt Rihanna tizenegy koncertet adott és vele tartott Akon is. A turné később Európában folytatódott, majd októberben az USA-ban ért véget.
A turnénak különleges vendégei is voltak, többek közt a BBC valóságshowjának, a DanceX-nek a nyertesei a brit részen. Az angliai turné fő vendégei 2007 decemberében egy koncerten Ciara R&B-énekes, 2008 márciusában David Jordan, köztük egy koncerten a liverpooli új Echo Arenában is március 5-én. Írországban az ír Caramel Luv R&B-énekessel lépett fel.
Rihanna több mint 20 000 néző előtt lépett fel a belgrádi Belgrade Arenában. Az ausztriai Ischlben tartott ingyenes koncertjére több mint 60 000 ember látogatott el.

## Slágerlistás teljesítmények
Az Egyesült Királyságban a Good Girl Gone Bad Rihanna első olyan albuma lett, amelyik elérte az első helyet. 53 000 eladott albummal került fel a listára, amit egy hétig vezetett. 2007 végéig 560 000 albumot adott el, így ez lett az év 10. legtöbb példányszámban elkelt albuma. Az album azóta négyszeres platinalemez, és több mint 1,2 millió példány fogyott belőle. A Good Girl Gone Bad a tizenkettedik volt, amikor megjelent az újra kiadott formája; két hét múlva a tizedik lett az albumeladási listán.
Az USA-ban az album platina minősítést kapott a RIAA-tól, és közel egymillió példány fogyott belőle 2008 januárjáig. Európában háromszoros platinalemez minősítést kapott az IFPI-től, és mivel több mint hárommillió példányt adtak el belőle, ez lett 2007 legtöbb példányszámban eladott albuma. Az albumról három szám érte el az első helyet a nemzetközi egyesített slágerlistán. Ez volt a hatodik album, amelynek sikerült ez a bravúr, az első öt: Michael Jackson: Bad, Madonna: True Blue, Britney Spears: …Baby One More Time és In the Zone.

### Kislemezek
- Az első kislemez, az Umbrella március végén jelent meg az USA-ban és május elején a világ többi részén. 2007. június 9-én elérte első helyet a Billboard Hot 100-on, amit hét hétig vezetett. A dal első lett a brit kislemezlistán is, amit tíz hétig vezetett. 2007-ben más számnak ez nem sikerült. Huszonhét országban érte el az első helyet, és ez eddig a legsikeresebb dal az albumról. Az IFPI szerint 2007 novemberének végéig 6,6 millió példányt adtak el a világon, ez maradt a legjobban fogyó kislemez 2008 első negyedéig. A nemzetközi slágerlistán 38 hetet töltött és több mint 8,6 millió példányt adtak el belőle. Az Umbrella az elmúlt évtized 8. legtöbb példányban elkelt kislemeze.
- A második kislemez, a Shut Up and Drive májusban jelent meg. Bár nem ért el olyan sikereket, mint az Umbrella, bekerült a Top 5-be Ausztráliában, Finnországban, Írországban, Hollandiában és az Egyesült Királyságban. Tizenhat országban került a Top 20-ba.
- A harmadik kislemez Észak-Amerikában, Ausztráliában, Brazíliában és az Egyesült Királyságban a Hate That I Love You volt. Az USA-ban bekerült a Top 10-be, tizenöt másik országban a Top 20-ba.
- A negyedik kislemez (Európában a harmadik) az albumról a Don't Stop the Music. Világszerte sikeres volt, tíz országban vezette a slágerlistákat és huszonötben került a Top 10-be.
- Már a Reloaded album kislemezei után jelent meg két, a standard kiadáson is szereplő dal kislemezen: a Rehab és a Breakin' Dishes.

#### Good Girl Gone Bad: Reloaded
- Az újra kiadott albumról az első kislemez a Take a Bow volt, mely első lett az Egyesült Királyságban, Kanadában, Írországban, az Egyesült Államokban és a nemzetközi slágerlistán. Tizenhárom országban került a Top 10-be. Ez a kislemez hajtotta végre a legnagyobb ugrást az első helyig a Canadian Hot 100 és az amerikai Billboard Hot 100 történetében. Ez a második olyan szám az albumról, mely a legtöbb országban első lett.
- A második kislemez a Hate That I Love You spanyol-angol verziója volt, amelyben Rihanna David Bisballal énekel. Latin Amerikában és Spanyolországban adták ki. Nem volt olyan sikeres, mint a többi kislemez, de Spanyolországban bekerült a Top 5-be.
- A harmadik kislemez a Maroon 5 egyik számának, az If I Never See Your Face Againnek az átdolgozása volt. Bekerült a Top 40-be az európai országokban és Kanadában.
- A negyedik kislemez, a Disturbia 2008. június 17-én jelent meg a rádiókban, és a 18. helyen debütált a Billboard Hot 100-on. A videóklip 2008. július 22-én jelent meg.

## Számlista

### Standard kiadás
1. Umbrella (feat. Jay-Z) (Christopher Stewart, Terius Nash, Kuk Harrell, Shawn Carter) – 4:35
2. Push Up on Me (J. R. Rotem, Makeba Riddick, Lionel Richie, Cynthia Weil) – 3:15
3. Don't Stop the Music (Tor Erik Hermansen, Mikkel S. Eriksen, T. Dabney, Michael Jackson) – 4:27
4. Breakin' Dishes (Christopher Stewart, Terius Nash) – 3:20
5. Shut Up and Drive (Evan Rogers, Carl Sturken, Stephen Morris, Peter Hook, Bernard Sumner, Gillian Gilbert)  – 3:33
6. Hate That I Love You (feat. Ne-Yo) (Shaffer Smith, Tor Erik Hermansen, Mikkel S. Eriksen) – 3:39
7. Say It (Makeba Riddick, Quaadir Atkinson, Ewart Brown, Clifton Dillon, Lowell Dunbar, Brian Thompson)  – 4:10
8. Sell Me Candy (Terius Nash, Makeba Riddick, Timothy Mosley)  – 2:45
9. Lemme Get That (Terius Nash, Timothy Mosley, Shawn Carter) – 3:41
10. Rehab (Justin Timberlake, Timothy Mosley, Hannon Lane) – 4:54
11. Question Existing (Shaffer Smith, Shea Taylor, Shawn Carter) – 4:06
12. Good Girl Gone Bad (Shaffer Smith, Tor Erik Hermansen, Mikkel S. Eriksen, Lene Marlin)  – 3:33

Bónuszdalok
1. Cry (Mikkel Storleer Eriksen; Frankie Storm; Tor Erik Hermansen) – 3:55 (nemzetközi bónuszdal)
2. Haunted – 4:09 (japán bónuszdal)
3. Disturbia

### Deluxe Edition featuring Dance Remixes
Az album deluxe változatához bónusz CD tartozik remixekkel.
1. lemez
(megegyezik a standard kiadással)
2. lemez
1. Umbrella (featuring Jay-Z) [Seamus Haji & Paul Emanuel Remix]
2. Shut Up and Drive [The Wideboys Club Mix]
3. Breakin' Dishes [Soul Seekerz Remix]
4. Don't Stop the Music [The Wideboys Club Mix]
5. Question Existing [The Wideboys Club Mix]
6. Hate That I Love You (featuring Ne-Yo) [K-Klassic Remix]
7. Push Up on Me [Moto Blanco Club Mix]
8. Good Girl Gone Bad [Soul Seekerz Remix]
9. Haunted [Steve Mac Classic Mix]
10. Say It [Soul Seekerz Remix]
11. Cry [Steve Mac Classic Mix]
12. SOS [Digital Dog Remix]

## Good Girl Gone Bad: Reloaded
Rihanna egy új producerrel, Anthony Asherrel dolgozott a kétlemezes deluxe kiadáson 2008 júniusában. Az albumra az eredetiek mellett felkerült három új szám, az USA-ban listavezető Take a Bow, a Maroon 5-val készült If I Never See Your Face Again és a Disturbia. A másik lemez egy DVD, mely a koncertfellépéseken és a turnékon készült színpad mögötti felvételeket tartalmaz. A külseje is más lett, a borítónak az eredeti szürke háttér helyett zöld háttere lett. Az angol verzió félig fehér, félig szürke hátterű a zöld helyett.
A Reloaded a legtöbb országban június 17-én jelent meg, de a CD az Egyesült Királyságban már június 2-án (amit a DVD verzió követett június 16-án), Ausztráliában pedig június 21-én. A Disturbia már 2008 májusában megjelent online. A Cry című számot megjelentették az album nemzetközi verzióin és az album brit és ausztrál verzióján is bónuszszámként.
A Good Girl Gone Bad: Reloadedet Európában kétlemezes Deluxe Editionként is kiadták. Az első lemezen az album 16 dala hallható (a standard kiadás tizenkét dala, a Cry és a három új dal), a második pedig egy bónusz DVD, amelyen felvételek láthatók a Good Girl Gone Bad turné felvételei. Az album egy új fajta borítót kapott, egy holografikus DigiPaket.
Számlista (csak az új kiadás dalai)
Nemzetközi kiadás
1. Disturbia - 3:58
2. Take a Bow - 3:49
3. If I Never See Your Face Again (with Maroon 5) - 3:18
4. Life Your Life  (with. T.I.) - 4:00

Japán kiadás
1. Cry
2. Haunted - 4:10
3. Disturbia – 3:58
4. Take a Bow – 3:49
5. If I Never See Your Face Again (with Maroon 5) – 3:18

DVD
1. 24 minutes "Behind-the-Scenes" (24 perc a színfalak mögött) dokumentáció
2. Breakin' Dishes (koncertfelvétel)
3. Push Up on Me (koncertfelvétel) (Push Up a DVD-borítón)
4. Hate That I Love You (koncertfelvétel)
5. Unfaithful (koncertfelvétel)

Más bónuszszámok:
1. Hate That I Love You  - featuring Hins Cheung (csak az ázsiai kiadáson)
2. Hate That I Love You - featuring David Bisbal (a latin-amerikai és a spanyol kiadáson)

## Megjelenések
| Good Girl Gone Bad                                 | Good Girl Gone Bad |
| Ország                                             | Dátum              |
| -------------------------------------------------- | ------------------ |
| Japán                                              | 2007. május 30.    |
| Németország, Hollandia, Lengyelország, Olaszország | 2007. június 1.    |
| Egyesült Királyság, Franciaország, Portugália      | 2007. június 4.    |
| USA, Kanada                                        | 2007. június 5.    |
| Spanyolország                                      | 2007. június 7.    |
| Ausztrália                                         | 2007. június 9.    |
| Kína, Fülöp-szigetek                               | 2007. június 28.   |
| Brazília                                           | 2007. július 18.   |
| Good Girl Gone Bad: Reloaded                       |                    |
| Ország                                             | Dátum              |
| Egyesült Királyság                                 | 2008. június 2.    |
| Németország, Svájc                                 | 2008. június 12.   |
| Európa                                             | 2008. június 13.   |
| USA                                                | 2008. június 17.   |
| Ausztrália                                         | 2008. június 20.   |
| Szingapúr                                          | 2008. június 20.   |
| Brazília                                           | 2008. június 30.   |

## Az albumot készítették
- Rihanna: énekes
- Chris "Tricky" Stewart & Hannon B. Lane: szintetizátor
- Mikkel Eriksen & Tor Erik Hermansen (Stargate): szintetizátor, dob
- Bernt Rune Stray: gitár
- Espen Lind: gitár
- Chris "Tricky" Stewart: dob
- Doug Michels: trombita
- Stevie Blacke: hegedű, cselló
- Ed Calle: hangszerelés
- Dana Teboe & John Kricker: harsona
- Vezető producer: Carter Administration
- Menedzsment: Marc Jordan and Christa Shaub
- A&R: Tyran "Ty Ty" Smith
- A&R Adminisztráció: Jay Brown
- A&R Koordinátor: Terese Joseph
- Vokálproducerek: Terius "The-Dream" Nash, Ne-Yo, Stargate, Justin Timberlake, Makeba Riddick
- Művészeti irányítás és design: J. Peter Robinson
- Fényképészek: Roberto Deste
- Marketing: Angela Allen
- Vendégvokálok: Ne-Yo, Jay-Z, Justin Timberlake, Terius "The-Dream" Nash, Chris Brown
- Turnészervező és koreográfus: Tina Landon

## Helyezések

### Good Girl Gone Bad
| Slágerlisták (2007)               | Legmagasabb helyezés | Minősítés  | Eladások  |
| --------------------------------- | -------------------- | ---------- | --------- |
| Ausztrál ARIA albumslágerlista    | 2                    | 3× platina | 210 000   |
| Belga albumslágerlista            | 9                    | Platina    |           |
| Brit albumslágerlista             | 1                    | 5× platina | 1 561 000 |
| Brazil albumslágerlista           | 1                    | Arany      | 80 000    |
| Cseh albumslágerlista             | 3                    |            | 18 000+   |
| Dán albumslágerlista              | 9                    | Platina    | 30 000    |
| Francia albumslágerlista          | 15                   | 2× arany   | 160 000+  |
| Ír albumslágerlista               | 1                    | 3× platina | 50 000+   |
| Japán albumslágerlista            | 7                    |            | 140 000+  |
| Kanadai albumslágerlista          | 1                    | 3× platina | 332 000+  |
| Mexikói albumslágerlista          | 16                   | Arany      | 50 000+   |
| Német albumslágerlista            | 4                    | 2xPlatina  | 400 000+  |
| Olasz albumslágerlista            | 11                   | Arany      | 40 000    |
| Orosz albumslágerlista            | 1                    | 3× platina | 60 000+   |
| Osztrák albumslágerlista          | 3                    | Platina    | 20 000    |
| Portugál albumslágerlista         | 1                    |            |           |
| Spanyol albumslágerlista          | 9                    | Platina    | 80 000    |
| USA Billboard 200                 | 2                    | 2× platina | 2 744 158 |
| Új-zélandi RIANZ albumslágerlista | 8                    | Platina    | 15 000+   |
| Nemzetközi egyesített slágerlista | 1                    | 2× platina | 7 750 000 |

### Good Girl Gone Bad: Reloaded
| Slágerlisták (2008)               | Legmagasabb helyezés | Minősítés | Eladások |
| --------------------------------- | -------------------- | --------- | -------- |
| Ausztrál ARIA albumslágerlista    | 2                    |           |          |
| Belga albumslágerlista            | 12                   |           |          |
| Brit albumslágerlista             | 9                    | Ezust     | 66 000   |
| Német albumslágerlista            | 20                   |           |          |
| Olasz albumslágerlista            | 44                   |           |          |
| USA Billboard 200                 | 7                    |           | 238 000  |
| Új-zélandi RIANZ albumslágerlista | 4                    |           |          |
| Nemzetközi egyesített slágerlista | 7                    |           | 432 000  |

- Eladás összesen = 7 744 000
- Eladás összesen az USA-ban =2 782 574